# Prémio Pulitzer de Música
O Prémio Pulitzer de Música é um dos sete Prémios Pulitzer que são entregues anualmente nas áreas das Letras, Teatro e Música. Foi anunciado pela primeira vez em 1943. Apesar de Joseph Pulitzer não ter definido este prémio no seu testamento, planeou uma bolsa de música a ser entregue em cada ano. Esta foi convertida num prémio de pleno direito: "Para uma composição musical notável de dimensão significante que tenha tido a sua primeira actuação nos Estados Unidos nesse ano." Devido à exigência que a composição tenha tido a sua estreia mundial durante o ano do prémio, o trabalho vencedor tem sido raramente gravado e muitas vezes teve apenas uma actuação. Em 2004 as condições foram modificadas, passando a ler-se: "Para uma composição musical notável de um Norte-americano que tenha tido a sua primeira actuação ou gravação nos Estados Unidos durante o ano."

## Polémicas
Em 1965, o júri decidiu unanimemente que nenhum trabalho importante era digno do Prémio Pulitzer. Em ligação recomendaram que fosse entregue uma justificação especial a Duke Ellington em reconhecimento do corpo do seu trabalho mas o Conselho Pulitzer recusou e consequentemente não foi entregue o prémio nesse ano.   Ellington respondeu: "O destino tem-me sido meigo. O destino não quer que eu seja famoso muito jovem." (Ele tinha sessenta e sete anos.) Apesar desta piada, Nat Hentoff contou que quando falou com Ellington sobre o assunto, este estava "zangado como nunca o tinha visto antes," e Ellington afirmou, "Estou quase surpreso que o meu tipo de música não tenha, vamos dizer, reconhecimento oficial na sua terra natal. A maioria dos Norte-americanos ainda assume que a música proveniente da Europa - música clássica, se quiseres - é o único tipo respeitável."

Em 1996, após anos de debate interno, o Conselho do Prémio Pulitzer anunciou uma alteração nos critérios do prémio de música "de modo a atrair o melhor de uma vasta gama de música Norte-americana." O resultado foi que, no ano seguinte, Wynton Marsalis tornou-se no primeiro artista de jazz a vencer o Prémio Pulitzer. Contudo, a sua vitória foi controversa porque de acordo  com as orientações do Pulitzer, o seu trabalho vencedor, uma oratória de três horas sobre a escravatura, "Sangue nos campos", não deveria ser elegível.  Apesar do trabalho vencedor ter supostamente a sua primeira actuação durante esse ano, a peça de Marsalis estreou a 1 de Abril de 1994 e a sua gravação, disponibilizada na Columbia Records, tinha a data de 1995.  Ainda assim, a peça venceu o prémio de 1997. A gestão de Marsalis tinha submetido uma "versão revista" de "Sangue nos campos" que "estreou" na Universidade de Yale depois de o compositor ter feito sete pequenas alterações. Quando questionados sobre o que faria elegível um trabalho revisto, o presidente do júri desse ano, Robert Ward, afirmou: "Não um corte aqui e ali...ou uma revisão leve," mas sim algo que tenha mudado "todo o conceito da peça." Depois de ter sido lida a lista de revisões feitas à peça, Ward reconheceu que pequenas mudanças não deveria ter sido qualificadas como trabalho elegível, afirmando que "a lista que tinhas aqui não estava disponível e por isso não a discutimos."Seis mulheres venceram o Prémio Pulitzer: Ellen Taaffe Zwilich, 1983; Shulamit Ran, 1991; Melinda Wagner, 1999; Jennifer Higdon, 2010; Caroline Shaw, 2013; e Julia Wolfe, 2015. Adicionalmente a ser a primeira mulher a receber o prémio, Ellen Taaffe Zwilich foi também a primeira mulher a receber o Doutoramento de Artes Musicais em composição na Juilliard School of Music.
Em 1992 o júri de música, que nesse ano era composto por George Perle, Roger Reynolds, e Harvey Sollberger, seleccionaram o Concerto Fantastique de Ralph Shapey  para o prémio. Contudo, o Conselho Pulitzer recusou a decisão e decidiu atribuir o prémio à segunda escolha do júri, The Face of the Night, the Heart of the Dark de Wayne Peterson. O júri de música respondeu com um comunicado público afirmando que não tinham sido consultados nessa decisão e que o Conselho não tinha qualificações profissionais para tomar essa decisão.O Conselho respondeu que os "Pulitzers são melhorados por terem, adicionalmente ao ponto de vista profissional, os pontos de vista dos leigos ou dos consumidores," e não rescindiram a sua decisão.
George Walker foi o primeiro compositor Norte-americano negro a vencer o Prémio, que recebeu pelo  seu trabalho Lilacs em 1996.  Walker formou-se no Oberlin Conservatory no qual entrou aos catorze anos, tendo-se formado aos dezoito anos com as melhores notas na sua turma de Conservatório. Foi o primeiro licenciado negro da famosa Curtis Institute of Music, onde recebeu o grau de Diploma de Artista, e foi o primeiro beneficiário negro de um curso de Doutoramento na Escola de Música Eastman
Em 2004, respondendo às críticas, Sig Gissler, o administrador dos Prémios Pulitzer na Escola de Jornalismo da Universidade de Columbia, anunciou que queriam "alargar um pouco o prémio de modo a garantirmos que conseguimos a melhor gama da melhor música Norte-americana..."  Jay T. Harris, um membro do conselho governativo do Pulitzer afirmou: "O prémio não deveria ser reservado apenas para música que vem da tradição clássica europeia."
As mudanças anunciadas nas regras incluíram a alteração dos possíveis jurados de modo a incluir artistas e apresentadores, adicionalmente a compositores e críticos. Os estreantes já não têm de submeter uma nota.  Gravações também são aceites, apesar de notas serem "altamente recomendadas" afirmou Gissler, "A questão principal é que queremos manter um prémio sério. Não estamos a ignorar qualquer forma, mas antes aumentaá-la, melhorá-la... Penso que o melhor termo crítico é 'composições Norte-americanas notáveis.'" As reacções variaram entre os vencedores do Prémio Pulitzer
O Conselho Consultivo do PrémioPulitzer anunciou oficialmente: "Depois de mais de um ano a estudar o Prémio, neste 61.º ano, o Conselho do Prémio Pulitzer declara o seu desejo profundo de considerar e honrar a larga gama de compositores Norte-americanos notáveis - desde a sinfonia clássica contemporânea, o jazz, a ópera, coros, teatro musical, bandas sonoras de filmes e outras formas de excelência musical...Ao longo dos anos, o Prémio tem sido entregue principalmente a compositores de música clássica e, muito apropriadamente, tem sido de grande importância para a comunidade artística. Contudo, apesar dos esforços passados para alargar a competição, apenas uma vez foi entregue o Prémio a uma composição de jaz, um teatro musical ou uma banda sonora de filme. No final dos anos 1990, o Conselho tomou notas tácitas do aumento das críticas aos seus predecessores por terem falhado em nomear dois dos principais compositores de jazz do país. Foi concedida uma Justificação Especial a George Gershwin para marcar a celebração centenária dos seu nascimento e a Duke Ellington no seu centenário de 1999. Mais cedo, em 1976, um Prémio Especial foi criado para Scott Joplin no seu ano de centenário. Apesar de os Prémios Especiais e as Justificações continuarem a ser uma opção importante, o Conselho Pulitzer acredita que o Prémio de Música, na sua própria competição anual, deve abranger a matriz de música distinta do país, e espera que a afinação da definição do Prémio, dos guias de orientação e das filiações do júri irão servir esse fim.”
Subsequentemente, em 2006, uma  "Justificação Especial"  póstuma foi atribuída ao compositor de jazz Thelonious Monk, e em 2007 o prémio foi para Ornette Coleman, um compositor de jazz livre.

## Críticas
Donald Martino, o vencedor de 1974, afirmou, "Se escreves música há tempo suficiente, mais cedo ou mais tarde, alguém irá ter pena de ti e dar-te alguma coisa. Não é sempre o prémio para a melhor peça do ano; é  atribuído a quem nunca recebeu antes."
John Corigliano, o vencedor em 2001, afirmou que embora o prémio era destinado a música que significasse algo para o mundo, tornou-se uma tipo muito diferente de prémio, "de compositores para compositores" e "atolado numa piscina de jurados rotativos."
O compositor e crítico musicial Kyle Gann queixou-se numa ensaio sobre "O Preconceito de Uptown contra a Música de Downtown" que os juízes do Pulitzer e outros prémios importantes de composição incluíam muitas vezes "os mesmos sete nomes vezes sem conta como jurados": Gunther Schuller, Joseph Schwantner, Jacob Druckman, George Perle, John Harbison, Mario Davidovsky, e Bernard Rands. Gann argumentou que os compositores "Downtown", como ele próprio, não venciam prémios porque os jurados-compositores eram todos "homens brancos, todos praticamente provenientes da mesma estética eurocêntrica.... Estes sete homens têm determinado quem vence os grandes prémios na música Norte-americana nas últimas duas décadas. Fazem questão que os compositores Downtown nunca vençam."
Depois de ter vencido um Pulitzer em 2003, John Adams expressou "ambivalência na fronteira com desprezo" porque "a maioria das maiores mentes musicais do país" têm sido ignoradas a favor de música académica.
Gunther Schuller congratulou-se com o alargamento dos critérios de elegibilidade ao prémio em 2004: "Esta é a uma mudança das águas atrasada em toda a atitude sobre o que pode considerado para o prémio. É uma abertura a estilos diferentes de qualidade." Olly Wilson concordou que as alteraçõe eram "uma mudança na direcção certa" porque reconheciam "um espectro alargado de música, incluindo música que não estava escrita." Alguns outros vencedores discordaram. John Harbison chamou-lhe "um desenvolvimento horrível", acrescentando, "Se quiseres impor um termo comparativo na ficção, seria como solicitar submissões de escritores de romances de aeroporto." De acordo com Donald Martino, o prémio "já tinha começado a ir na direcção de permitir coisas menos sérias" antes das alterações de 2004. Lewis Spratlan, que venceu o prémio em 2000, também objectou, dizendo "O Pulitzer é um dos poucos prémios que reconhece a distinção artística na música arriscada de frente de ponta. Diluir este objectivo convidando os gostos de musicais e bandas sonoras de filmes, independentemente da sua excelência, é enfraquecer a distinção e capacidade para o avanço artístico."

## Vencedores
Nos seus primeiros 71 aos até 2013, o Pulitzer de Música foi entregue 67 vezes; nunca foi partilhado e não foi atribuído prémio em 1953, 1964, 1965, e 1981.
- 1943: William Schuman, Secular Cantata No. 2: A Free Song
- 1944: Howard Hanson, Symphony No. 4, "Requiem"
- 1945: Aaron Copland, Appalachian Spring, ballet
- 1946: Leo Sowerby, The Canticle of the Sun
- 1947: Charles Ives, Symphony No. 3
- 1948: Walter Piston, Symphony No. 3
- 1949: Virgil Thomson, Louisiana Story, film score
- 1950: Gian Carlo Menotti, The Consul, opera
- 1951: Douglas Stuart Moore, Giants in the Earth, opera
- 1952: Gail Kubik, Symphony Concertante
- 1953: não foi entregue o prémio
- 1954: Quincy Porter, Concerto Concertante para dois pianos e orquestra
- 1955: Gian Carlo Menotti, The Saint of Bleecker Street, opera
- 1956: Ernst Toch, Symphony No. 3
- 1957: Norman Dello Joio, Meditations on Ecclesiastes
- 1958: Samuel Barber, Vanessa, ópera
- 1959: John La Montaine, Piano Concerto No. 1, Op. 9.
- 1960: Elliott Carter, String Quartet No. 2
- 1961: Walter Piston, Symphony No. 7
- 1962: Robert Ward, The Crucible, ópera
- 1963: Samuel Barber, Piano Concerto
- 1964: não foi entregue o prémio
- 1965: não foi entregue o prémio (Ver Duke Ellington)
- 1966: Leslie Bassett, Variations for Orchestra
- 1967: Leon Kirchner, Quarteto No. 3 para cordas e música eletrónica
- 1968: George Crumb, Echoes of Time and the River
- 1969: Karel Husa, String Quartet No. 3
- 1970: Charles Wuorinen, Time's Encomium
- 1971: Mario Davidovsky, Synchronisms No. 6 for Piano and Electronic Sound (1970)
- 1972: Jacob Druckman, Windows
- 1973: Elliott Carter, String Quartet No. 3
- 1974: Donald Martino, Notturno
- 1975: Dominick Argento, From the Diary of Virginia Woolf
- 1976: Ned Rorem, Air Music
- 1977: Richard Wernick, Visions of Terror and Wonder
- 1978: Michael Colgrass, Deja Vu para percussão e orquestra
- 1979: Joseph Schwantner, Aftertones of Infinity
- 1980: David Del Tredici, In Memory of a Summer Day
- 1981: não foi entregue o prémio
- 1982: Roger Sessions, Concerto for Orchestra
- 1983: Ellen Zwilich, Three Movements for Orchestra (Symphony No. 1)
- 1984: Bernard Rands, Canti del Sole
- 1985: Stephen Albert, Symphony No. 1 RiverRun
- 1986: George Perle, Wind Quintet No. 4, for flute, oboe, clarinet, horn, and bassoon
- 1987: John Harbison, The Flight into Egypt
- 1988: William Bolcom, 12 New Etudes for Piano
- 1989: Roger Reynolds, Whispers Out of Time
- 1990: Mel D. Powell, Duplicates: A Concerto
- 1991: Shulamit Ran, Symphony
- 1992: Wayne Peterson, The Face of the Night, the Heart of the Dark
- 1993: Christopher Rouse, Trombone Concerto
- 1994: Gunther Schuller, Of Reminiscences and Reflections
- 1995: Morton Gould, Stringmusic
- 1996: George Walker, Lilacs, para soprano e orquestra
- 1997: Wynton Marsalis, Blood on the Fields, oratorio
- 1998: Aaron Jay Kernis, String Quartet No. 2, Musica Instrumentalis
- 1999: Melinda Wagner, Concerto for Flute, Strings, and Percussion
- 2000: Lewis Spratlan, Life is a Dream, opera (awarded for concert version of Act II)
- 2001: John Corigliano, Symphony No. 2, para orquestra de cordas
- 2002: Henry Brant, Ice Field
- 2003: John Adams, On the Transmigration of Souls
- 2004: Paul Moravec, Tempest Fantasy
- 2005: Steven Stucky, Second Concerto for Orchestra
- 2006: Yehudi Wyner, Chiavi in Mano, (piano concerto)
- 2007: Ornette Coleman, Sound Grammar
- 2008: David Lang, The Little Match Girl Passion
- 2009: Steve Reich, Double Sextet
- 2010: Jennifer Higdon, Violin Concerto
- 2011: Zhou Long, Madame White Snake, opera
- 2012: Kevin Puts, Silent Night: Opera in Two Acts
- 2013: Caroline Shaw, Partita for 8 Voices
- 2014: John Luther Adams, Become Ocean
- 2015: Julia Wolfe, Anthracite Fields
- 2016: Henry Threadgill, In for a Penny, In for a Pound
- 2017: Du Yun, Angel's Bone (Opera)
- 2018: Kendrick Lamar, Damn

Prémios adicionais:
- 1974: Roger Sessions (1896–1985);
- 1976: Scott Joplin (1868–1917, póstumo);
- 1982: Milton Babbitt (1916–2011);
- 1985: William Schuman (1910–1992);
- 1998: George Gershwin (1898–1937, póstumo);
- 1999: Duke Ellington (1899–1974, póstumo);
- 2006: Thelonious Monk (1917–1982, póstumo);
- 2007: John Coltrane (1926–1967, póstumo);
- 2008: Bob Dylan (nascido a 1941);
- 2010: Hank Williams (1923–1953, póstumo).

### Vencedores repetentes
Quatro pessoas venceram o Prémio Pulitzer de Música duas vezes.
- Walter Piston, 1948, 1961
- Gian Carlo Menotti, 1950, 1955
- Samuel Barber, 1958, 1963
- Elliott Carter, 1960, 1973